# Menen Hotel
Koordinaten: 0° 32′ 35″ S, 166° 57′ 2″ O
Das Menen Hotel ist, neben dem OD-N-Aiwo Hotel, das einzige Hotel des Inselstaates Nauru. Es liegt am Kap Menen, im Distrikt Meneng, also an der Ostküste Naurus. Manager und Geschäftsführer ist Roland Kun.
Das Hotel befindet sich inmitten einer tropischen, von Palmen bestandenen Parklandschaft. Hinter dem Hotel beginnt der feine weiße Korallenstrand der Anibare-Bucht, an der sich noch zahlreiche Bunkerruinen aus der Zeit der japanischen Besatzung im Zweiten Weltkrieg erhalten haben.
Das Hotel, das über ein Schwimmbad, eine kleine Boutique, einen Friseursalon und zwei Restaurants verfügt, diente schon mehrfach als Veranstaltungsort für Konferenzen der Nauruische Phosphatgesellschaft und anderer Organisationen. Zudem findet hier der alljährliche National Dance, eine Festgala der Regierung, statt.
Zum Internationalen Flughafen sind es rund 15 Autominuten.